# Isachne bourneorum
Isachne bourneorum är en gräsart som beskrevs av Cecil Ernest Claude Fischer. Isachne bourneorum ingår i släktet Isachne och familjen gräs. Inga underarter finns listade i Catalogue of Life.